# Diporiphora bilineata
Espèce
Synonymes
- Grammatophora jugularis Macleay, 1877
- Diporophora brevicauda De Vis, 1884
- Diporophora pentalineata De Vis, 1884

Diporiphora bilineata est une espèce de sauriens de la famille des Agamidae.

## Répartition
Cette espèce se rencontre en Australie-Occidentale, au Territoire du Nord et au Queensland en Australie et en Nouvelle-Guinée.

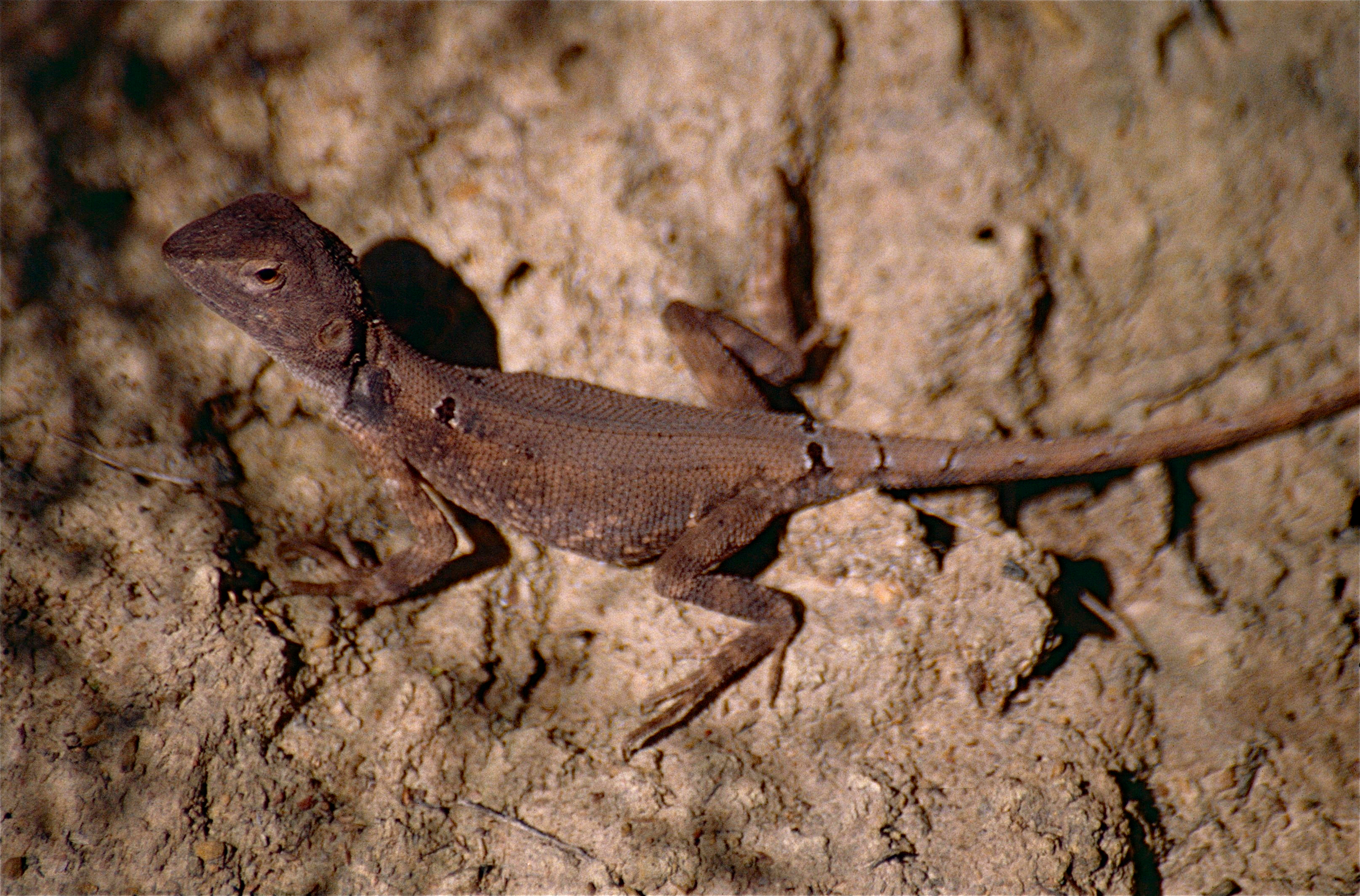

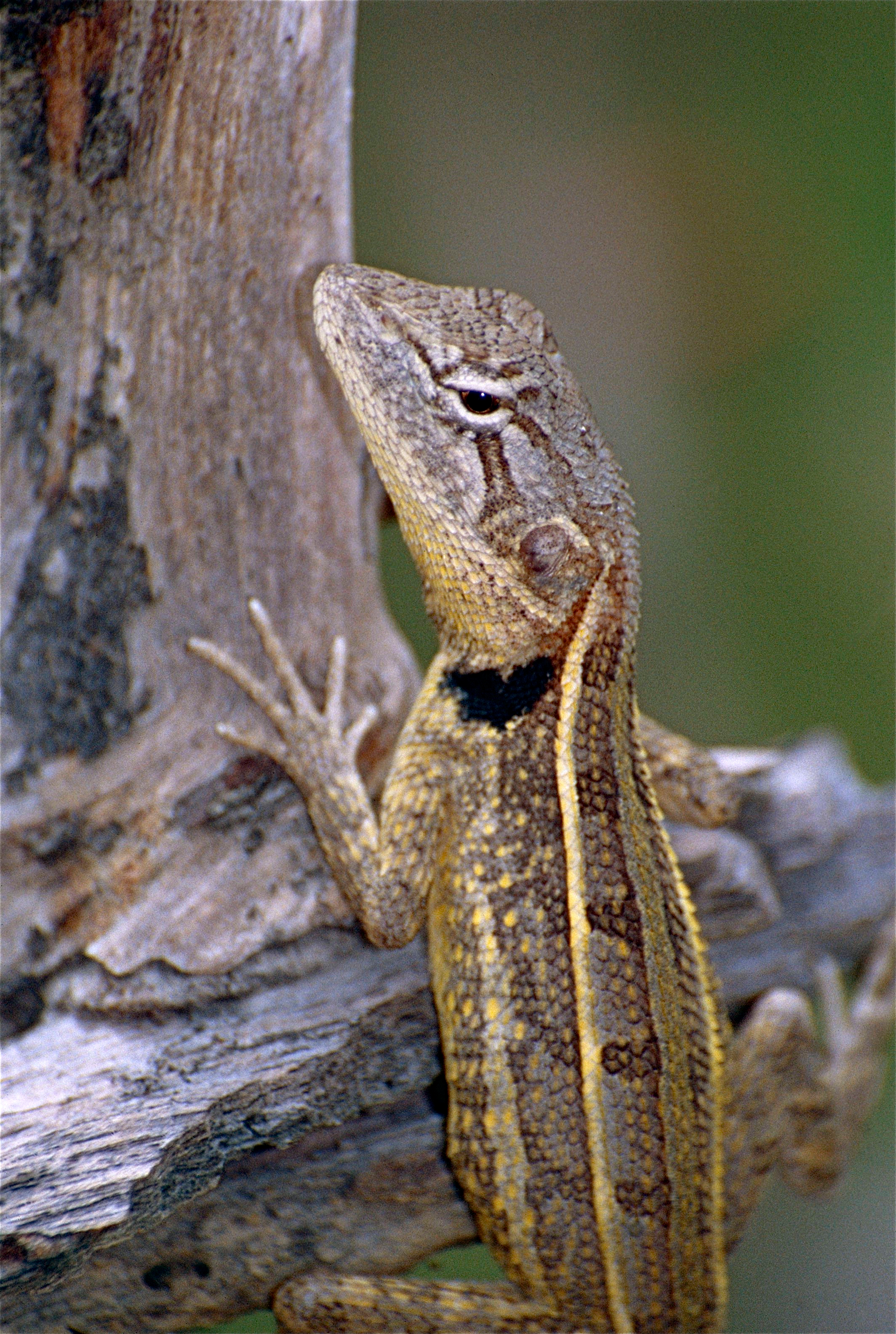

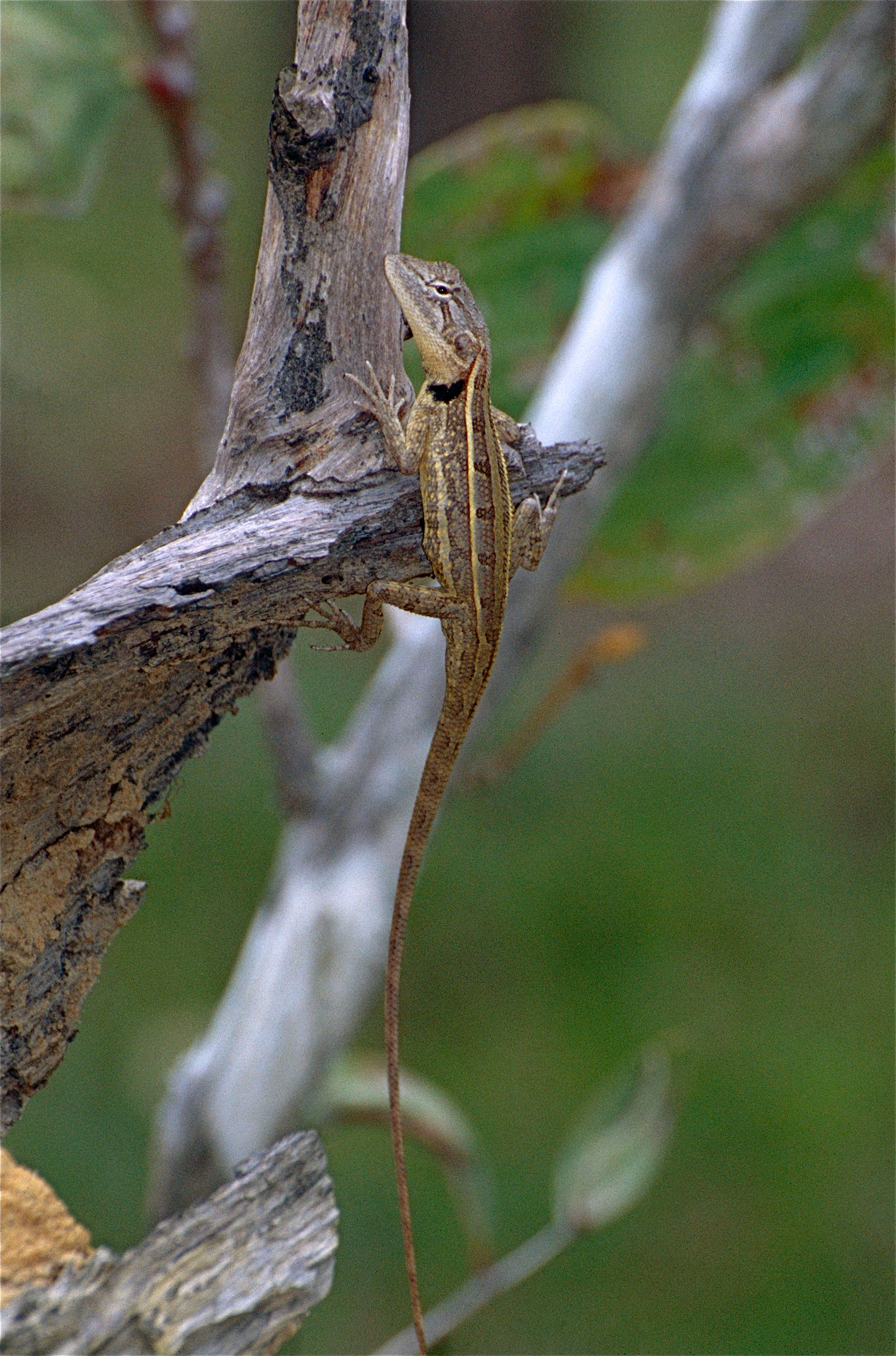

## Publication originale
- Gray, 1842 : Description of some hitherto unrecorded species of Australian reptiles and batrachians. Zoological Miscellany, vol. 2, p. 51-57 (texte intégral).